# Ogoué-Ivindo
Ogoué-Ivindo (em francês: Ogooué-Ivindo) é uma província do Gabão, cuja capital é a cidade de Makokou. Sua população projetada para 2006, a partir do último censo realizado em 1993, é de aproximadamente 69.000 habitantes.	

## Departamentos
Lista dos departamentos da província com as respectivas capitais entre parênteses:
|  | - Ivindo (Makokou) - Lopé (Booué) - Mvoung (Ovan) - Zadié (Mékambo) |